# Принцип Пітера

Візуалізація принципу Пітера

При́нцип Пі́тера — теза, яку висунув й обґрунтував в однойменній книзі Лоуренс Пітер.
Формулювання: «В ієрархічній системі будь-який працівник піднімається до рівня своєї некомпетентності».

## Сутність
Принцип Пітера — це окремий випадок загального спостереження: будь-яка річ чи ідея, що гарно працює, буде використовуватися в усе складніших умовах доти, доки не стане причиною катастрофи. Зазвичай, з'являється велика спокуса користуватися далі вже перевіреною ідеєю, технологією чи річчю в змінених умовах, навіть коли умови вийшли за допустимі межі застосування цієї ідеї, технології чи речі. Лоуренс Пітер застосував ці спостереження стосовно просування людей за ієрархією посад.
Згідно з принципом Пітера, людина, що працює в будь-якій ієрархічній системі, підвищується в посаді доти, доки не займе місце, на якому вона виявиться не в змозі впоратися зі своїми обов'язками, тобто виявиться некомпетентною. Цей рівень і називається «рівнем некомпетентності» конкретного співробітника. На цьому місці співробітник «застрягне» й перебуватиме доти, доки не залишить систему (тобто не звільниться, не помре чи не вийде на пенсію).
Принцип Пітера може застосовуватися до будь-якої ієрархічної системи, в якій працівник, що первісно був на нижніх рівнях ієрархії, з часом росте в посаді. Оскільки більшість організацій (включно з приватними фірмами, державними установами і підприємствами, армією, освітніми й медичними установами, церквою) є ієрархічними структурами, сфера застосування принципу Пітера дуже широка.

## Обґрунтування
Обґрунтування принципу Пітера легко отримати, якщо розглянути типовий порядок висунення працівника на певну посаду.

### Компетентні підвищуються
Як правило, при появі вакансії керівництво вибирає кандидата з-поміж тих нижчих співробітників, до яких немає претензій на їх поточній посаді. Підвищення в посаді зазвичай пов'язано зі зміною характеру обов'язків, що виконуються. Якщо співробітник зуміє впоратися з новою посадою, він стане кандидатом на подальше підвищення. Таким чином, доки співробітник проявляє компетентність, він піднімається в посаді. Рано чи пізно він виявляється на посаді, з якою вже не може впоратися. З цього моменту співробітник перестає бути кандидатом на підвищення, і його просування припиняється. В результаті компетентні співробітники просуваються службовими сходами до рівня, на якому вони стають некомпетентними.

### Некомпетентнихнепонижують
На перший погляд, може здатися, що жодної проблеми немає: достатньо просто повернути співробітників, що не можуть впоратися на новому місці, на попередню посаду. На практиці це зазвичай неможливо. По-перше, це суперечить інтересам керівників, що запропонували підвищення співробітника або погодилися з ним, — визнаючи некомпетентність висуванця, вони вимушені будуть визнати свою помилку. По-друге, попередня посада на момент виявлення некомпетентності зазвичай вже зайнята, тому повернення до вихідного стану одного співробітника призведе до необхідності пониження (чи звільнення) інших, що часто дуже складно і теж невигідно. В результаті, хоча некомпетентність співробітника на новій посаді може бути очевидною, його не понижують. Лише тих, хто виявив абсолютну некомпетентність (тобто тих, чия діяльність приносить забагато очевидної шкоди), усувають, але, як правило, не через повернення на нижчу посаду, а через звільнення або «пас на сторону» — переведення на іншу посаду, де працівник, скоріш за все, також не буде компетентним, але на якій його некомпетентність буде не так помітна й небезпечна.

### Відмова від підвищення малоймовірна
Пітер відмічає, що соціально-економічні умови в західному суспільстві наразі націлюють людину на успіх, який розуміється передовсім як зростання в кар'єрі і заробітній платі. В таких умовах людина, навіть прекрасно розуміючи, що не впорається з посадою, що їй пропонується, зазвичай не може від неї відмовитися: при спробі відмови, вона наразиться на жорсткий тиск всього свого оточення, включно з сім'єю, знайомими, співробітниками та керівництвом.

### Просування всупереч некомпетентності
Співробітник може бути підвищеним в посаді навіть тоді, коли вже на своєму поточному місці він проявляє некомпетентність. Це може бути зроблено завдяки особистим зв'язкам з керівниками, що приймають рішення, чи для звільнення зайнятого місця для якого-небудь іншого співробітника, якого треба підвищити. Такі випадки (Пітер називає їх «ударний перегін») не призводять до порушення принципу Пітера, бо співробітник при цьому просто зникає з одного місця, де він некомпетентний, на інше, де він, майже напевне, теж не впорається.

## Наслідки

### Ієрархічний регрес
Внаслідок дії принципу Пітера великі ієрархічні системи мають схильність до деградації. Чим більше кількість співробітників проявляє некомпетентність, тим більше знижуються загальні стандарти компетентності в системі і тим менш успішною стає робота системи в цілому. Особливо погано відбивається на ієрархії масовий «ударний перегін» співробітників, бо він призводить до прискорення просування співробітників до стану некомпетентності.

### Працюють ті, хто не піднявся до рівня некомпетентності
Оскільки принцип Пітера стосується всіх працівників і систем, то його послідовне застосування дозволяє зробити висновок, що за достатньо великий час в будь-якій ієрархічній системі всі посади будуть зайняті некомпетентними співробітниками, після чого система природно припинить своє існування, бо в ній ніхто не буде працювати. На практиці такого зазвичай не відбувається. В системі постійно перебуває достатньо співробітників, які ще не досягли свого рівня некомпетентності; саме вони й виконують всю реальну роботу. Окрім того, якщо система є невеликою, в ній може просто не вистачити достатньої кількості посад, щоб усі компетентні працівники могли бути підвищені до свого рівня некомпетентності.

### Синдром кінцевої зупинки
Пітер стверджує, що для співробітника, що досяг рівня некомпетентності, є характерним специфічний набір особливостей поведінки, який він назвав «Синдромом кінцевої зупинки». Причиною появи цього синдрому є те, що співробітник зазвичай усвідомлює або принаймні підсвідомо відчуває власну некомпетентність. Для підтримки позитивної самооцінки він намагається створити, до того ж не стільки навіть для оточення, скільки для себе самого, хоча б подобу компетентності, підміняючи результативну роботу будь-якою іншою, активною, легко помітною ззовні діяльністю. Однією з ознак синдрому кінцевої зупинки є нахил до формалізації роботи, постійне винайдення бюрократичних правил,
вимоги від підлеглих якомога точнішого їх додержання, навіть всупереч об'єктивній доцільності. Синдром, на думку Пітера, є причиною погіршення здоров'я, виникнення й загострення хронічних захворювань, що розвиваються на нервовій основі. Єдиний дієвий засіб боротьби з синдромом кінцевої зупинки — зміна життєвих пріоритетів і перенесення домагань в ту область діяльності, де рівень некомпетентності ще не було досягнуто (радикальна зміна роботи, хобі).

## Критика
Принцип Пітера був жорстко розкритикований Сирілом Паркінсоном (автором Закону Паркінсона) у статті «Проблема Пітера». В ній, зокрема, стверджується, що більшість припущень, з яких Пітер виводить свій закон, є хибними, а саме явище не спостерігається в житті у жодному наближенні. Головні аргументи Паркінсона наступні:
- Вищий рівень в ієрархії не обов'язково і не завжди вимагає більшої компетентності
- Пірамідальна ієрархічна структура в суті своїй припускає, що далеко не кожен компетентний співробітник може піднятися по ієрархії